# Американські мулові черепахи
Американські мулові черепахи (Kinosternon) — рід черепах родини мулові черепахи підряду прихованошийні черепахи. Має 18 видів.

## Опис
Загальна довжина представників цього роду коливається від 11 до 18 см. Голова помірна. Очі великі особливістю є рухомі передня та задня частки пластрону, які можуть зачиняти панцир черепах спереду та ззаду. Тому їх також називають «черепахи, що зачиняються». Карапакс зазвичай овальної форми, дещо підняти догори. Молоді плазуни мають на карапаксі кіль, який з часом стає ледь помітним у дорослих тварин.
Забарвлення здебільшого темних кольорів (чорного, коричневого, бурого) з різними відтінками. різні види мають як окремі світлі смуги, так й яскраві плями або крапочки.

## Спосіб життя
Тримаються біля прісних водойм та солонуваті затоки. Чудово плавають. Багато часу проводять на мілині або у муляці. Не віддаляються далеко від води. Активні вдень або у сутінках. Харчуються молюсками, дрібною рибою, членистоногими, водяними рослинами.
Статева зрілість настає у 6—8 років. Самиці відкладають у ямку до 5—15 яєць.
Тривалість життя цих черепах сягає 38 років.

## Розповсюдження
Мешкають у Північній, Центральній та Південній Америці.

## Види
| - Kinosternon acutum - Kinosternon alamosae - Kinosternon angustipons - Kinosternon arizonense - Kinosternon baurii - Kinosternon chimalhuaca - Kinosternon creaseri - Kinosternon dunni - Kinosternon durangoense | - Kinosternon flavescens - Kinosternon herrerai - Kinosternon hirtipes - Kinosternon integrum - Kinosternon leucostomum - Kinosternon oaxacae - Kinosternon scorpioides - Kinosternon sonoriense - Kinosternon subrubrum - Kinosternon vogti |